# NGC 4069
NGC 4069 est une galaxie spirale (elliptique ?) située dans la constellation de la Chevelure de Bérénice. NGC 4069 a été découverte par l'astronome germano-britannique William Herschel en 1785.

## Caractéristiques

### Distance
Sa vitesse par rapport au fond diffus cosmologique est de 7 971 ± 23 km/s, ce qui correspond à une distance de Hubble de 117,6 ± 8,2 Mpc (∼384 millions d'al).
À ce jour, une mesure non basée sur le décalage vers le rouge (redshift) donne une distance d'environ 112,000 Mpc (∼365 millions d'al). Cette valeur est à l'intérieur des valeurs de la distance de Hubble.

### Identification objet perdu ou inexistant?
Toutes les sources consultées identifient NGC 4069 à la galaxie PGC 38166, sauf le professeur Seligman qui soutient qu'il s'agit d'un objet perdu ou inexistant.